# Philodendron platypodum
Philodendron platypodum är en kallaväxtart som beskrevs av Henry Allan Gleason. Philodendron platypodum ingår i släktet Philodendron och familjen kallaväxter. Inga underarter finns listade.